# Intertext – Fremdsprachendienst der DDR
Intertext – Fremdsprachendienst der DDR war ein Betrieb der SED mit Sitz in Ost-Berlin, dem Aufgaben in der Sprachmittlung oblagen. Der Fremdsprachendienst hatte Außenstellen in Berlin und weiteren 7 Bezirken.
Hauptaufgabe von Intertext waren Übersetzungs- und Dolmetscherarbeiten aus Fremdsprachen ins Deutsche und umgekehrt. Übersetzt wurden beispielsweise politische und technische Literatur, wissenschaftliche Arbeiten, Zeitungs- und Zeitschriftenartikel sowie Urkunden. Des Weiteren wurden Beglaubigungen übersetzter Schriftstücke, Urkunden und Ähnliches ausgefertigt.

## Anforderungen an Schriftsätze
Übersetzungen konnten sofort in vervielfältigungsfertiger Urschrift („Reinschriftausführung“) oder in maschinenschriftlicher Druckvorlage („Manuskript“) erstellt werden. Die Form musste den Technischen Güte- und Lieferbedingungen TGL der DDR (Entsprechung zu den bundesdeutschen DIN-Normen) entsprechen. Dafür gab es Merkblätter für Honorarübersetzer und Musterdeckblätter (Bilder 1–4).

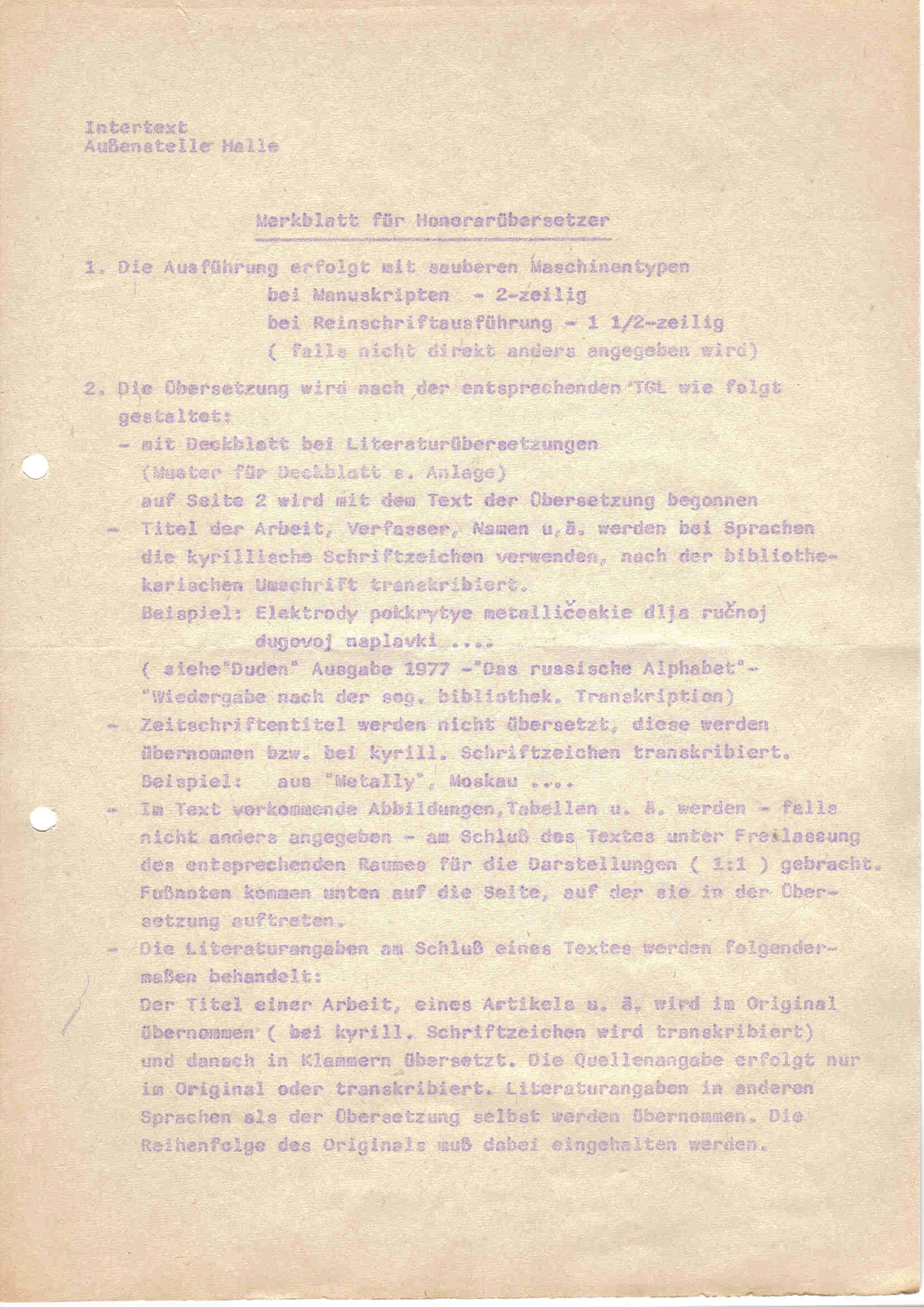
Bild 1: Merkblatt S. 1
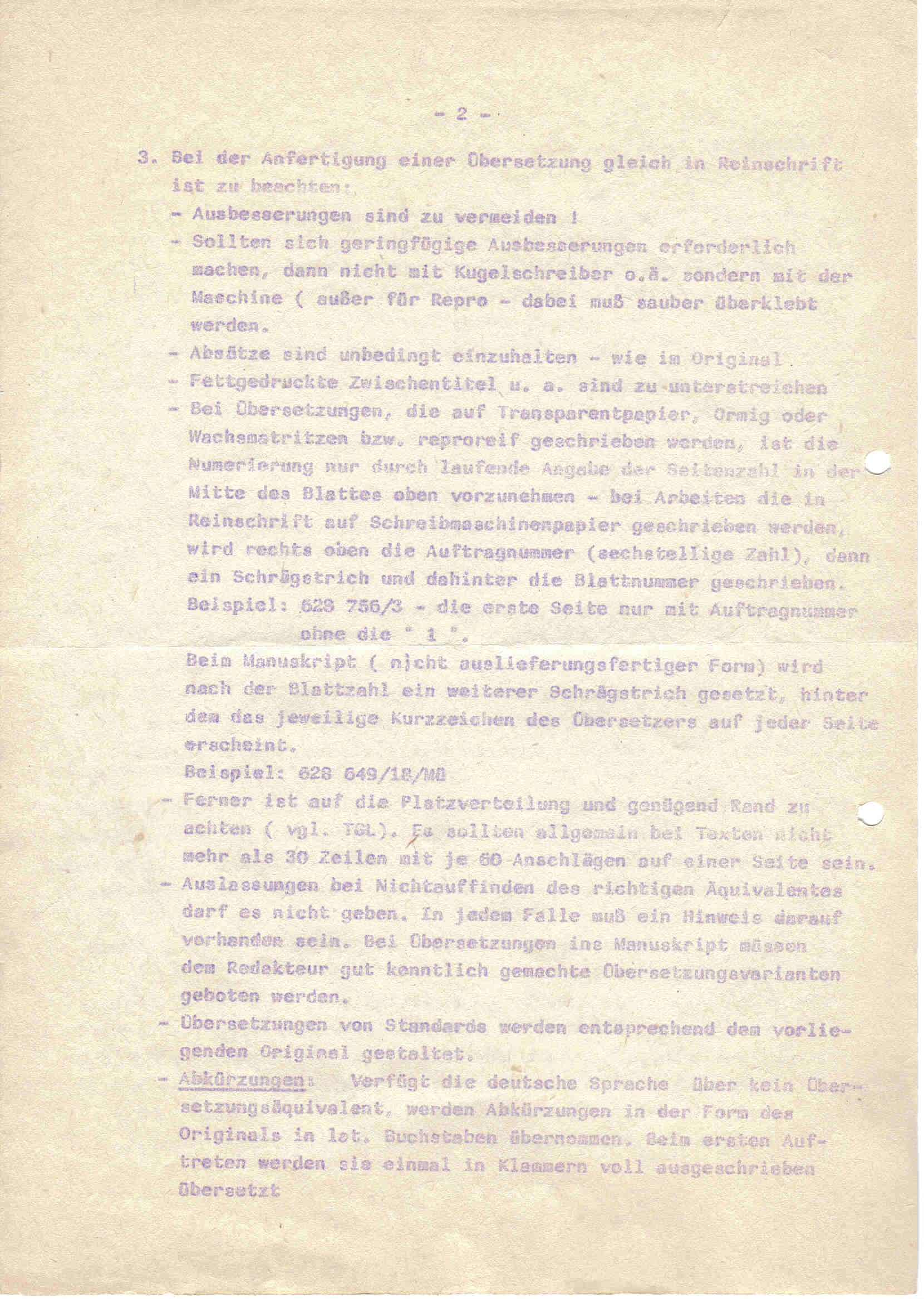
Bild 2: Merkblatt S. 2
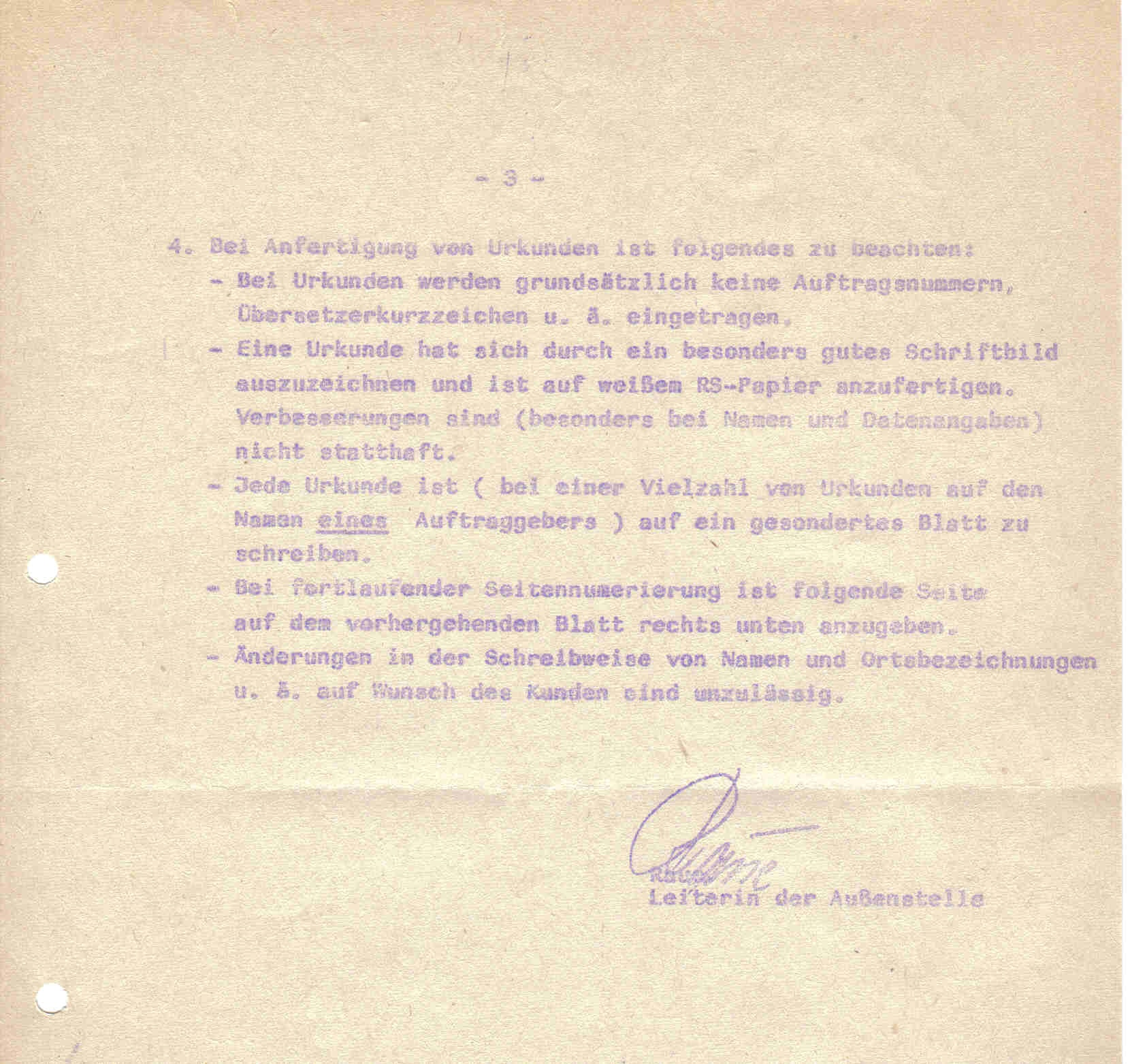
Bild 3: Merkblatt S. 3
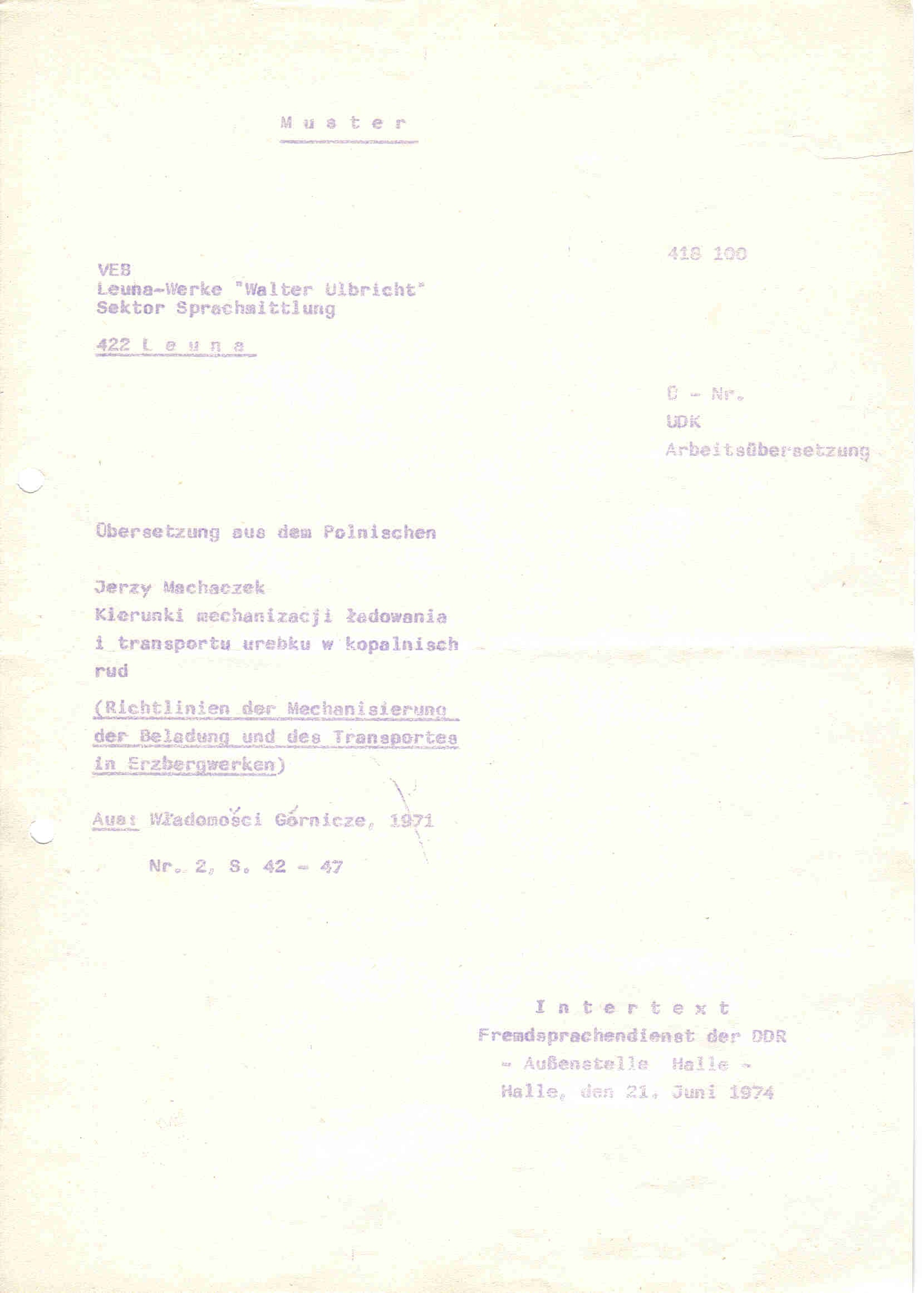
Bild 4: Musterdeckblatt

## Mitarbeiter
Für Intertext arbeiteten angestellte oder freiberufliche  Übersetzer, Dolmetscher, Lektoren und Experten. Freiberufliche Honorarübersetzer erhielten einen Honorarauftrag (Bild 5), und die Arbeit wurde nach Ablieferung und interner fachlicher Überprüfung gemäß „Anordnung über die Honorierung von Sprachmittlungsleistungen“ – veröffentlicht im Gesetzblatt der DDR (GBL) Sonderdruck 1031 vom 15. Februar 1980 – abgerechnet (Bild 6). 

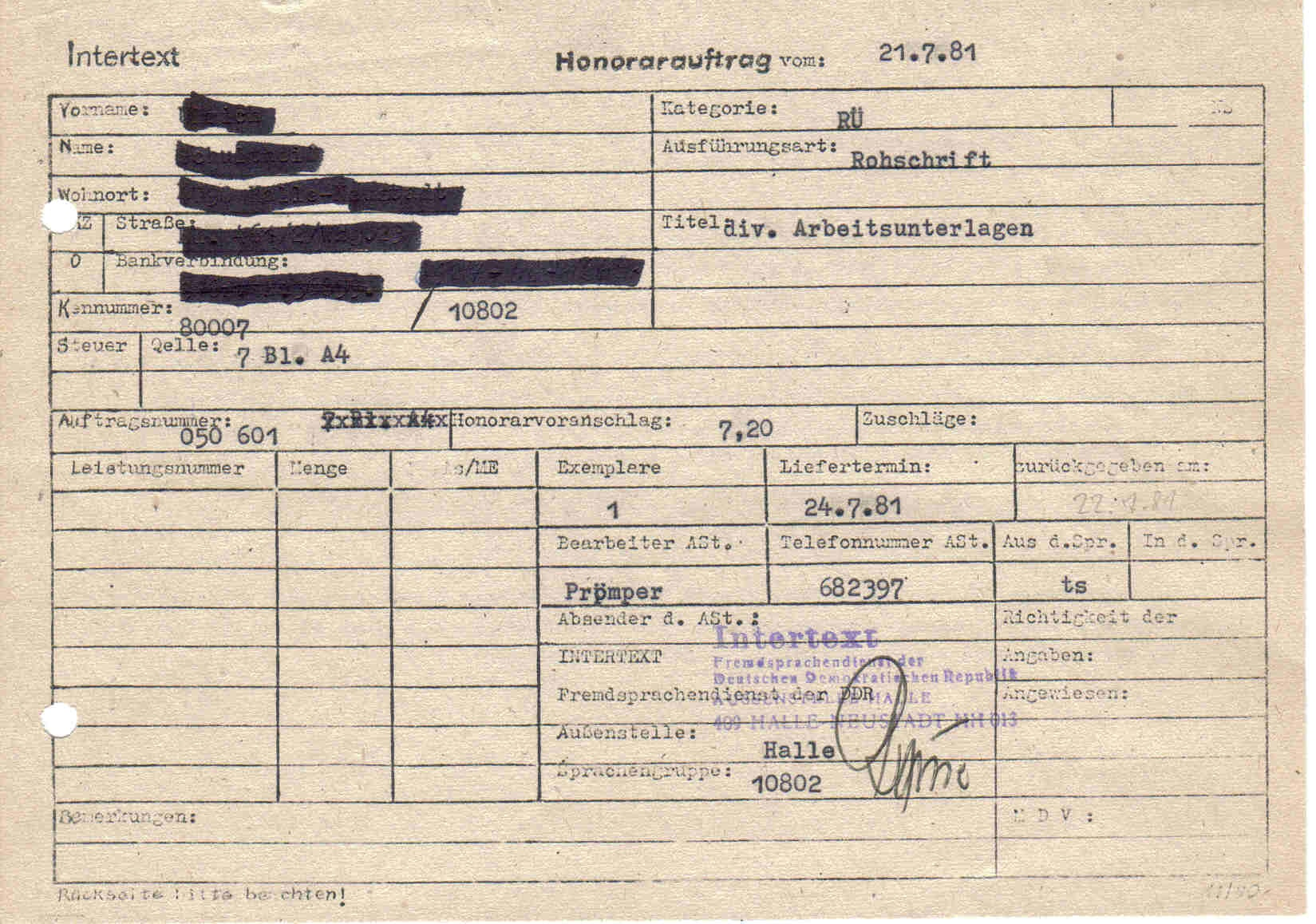
Bild 5: Honorarauftrag
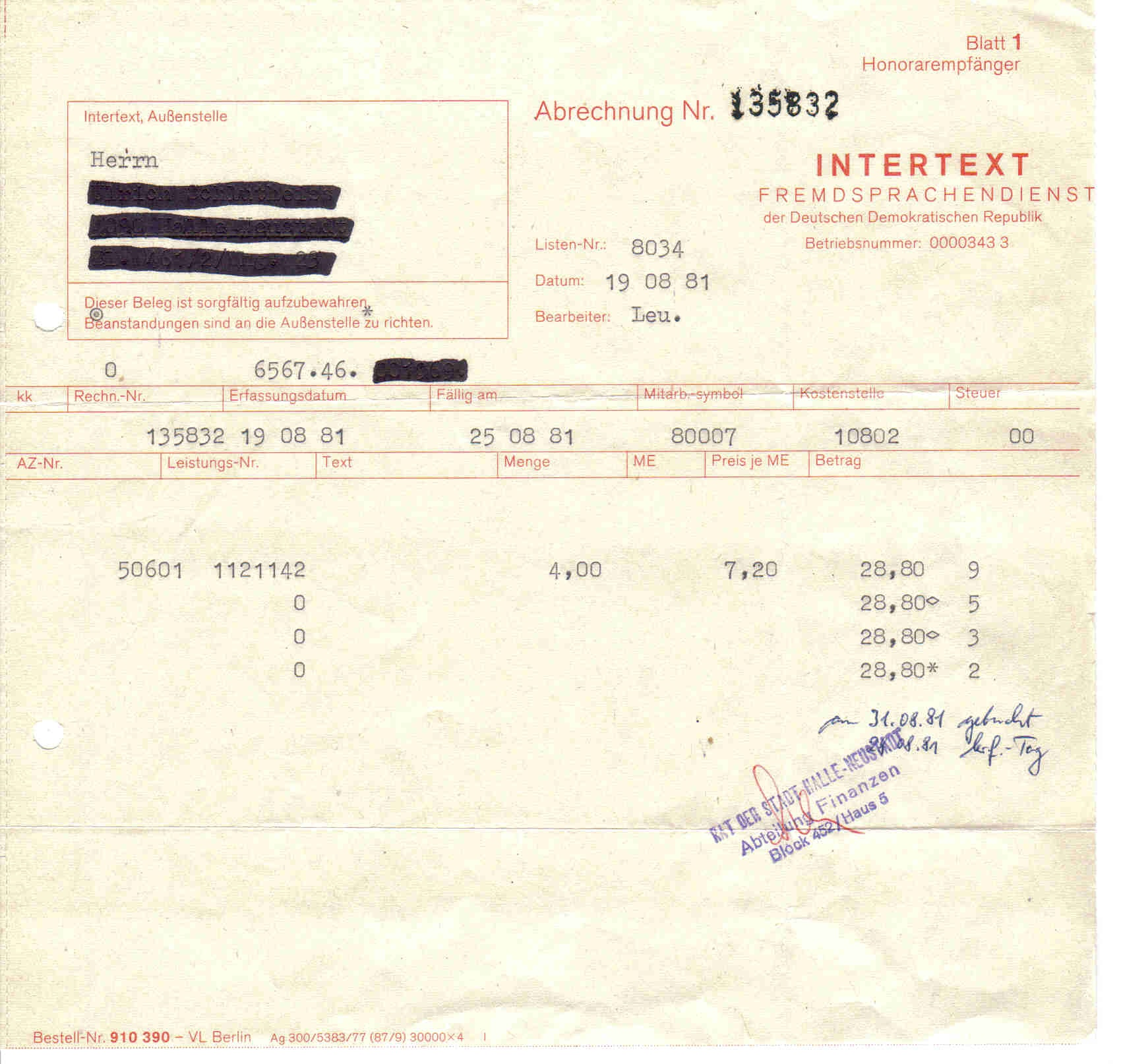
Bild 6: Honorarabrechnung